# Michael Lentz

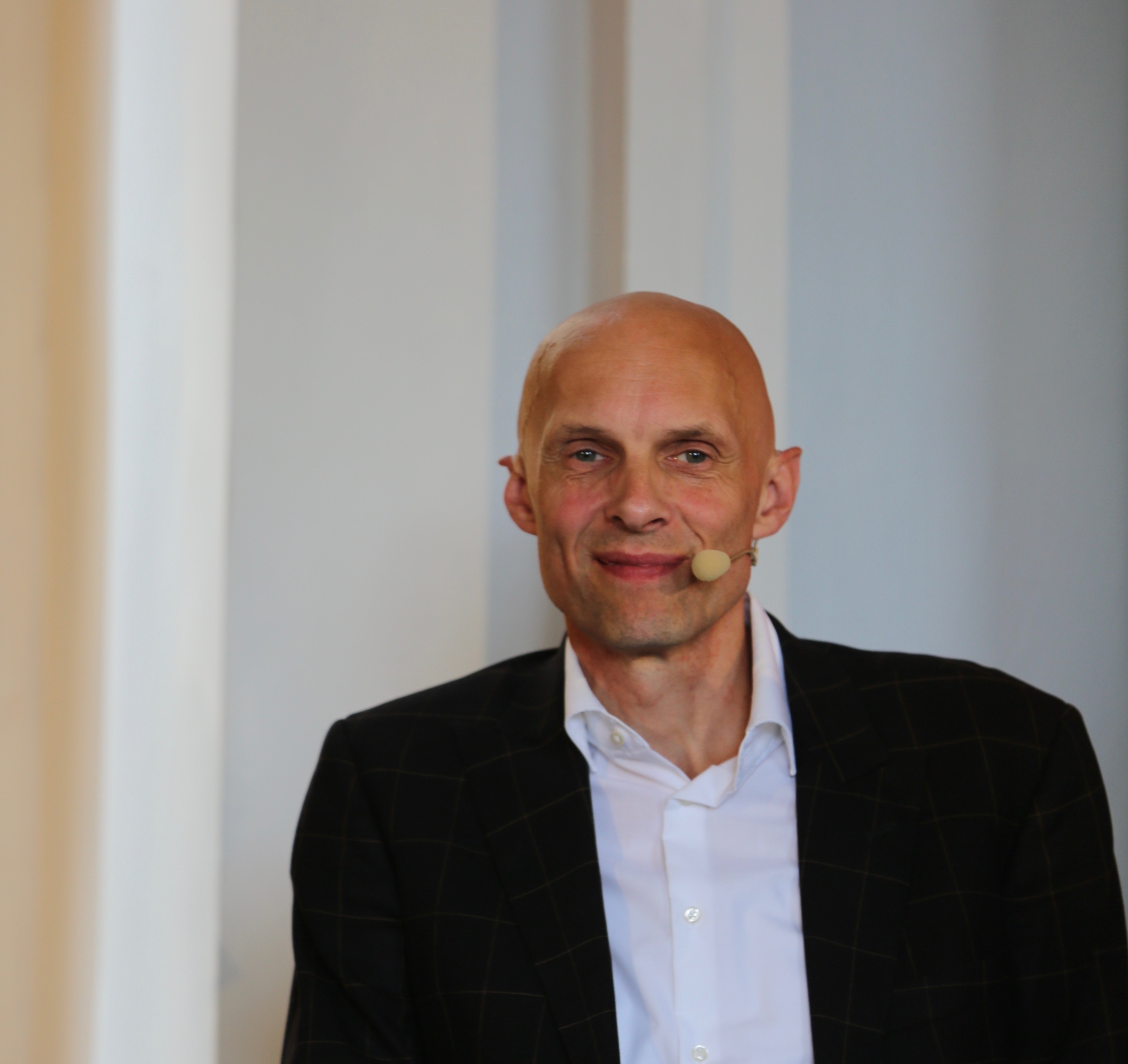
Michael Lentz 2018

Michael Lentz (* 15. Mai 1964 in Düren) ist ein deutscher Schriftsteller, Lautpoet, Literaturwissenschaftler und Musiker.

## Leben
Michael Lentz, Sohn des Dürener Oberstadtdirektors Hubert Lentz, besuchte das Stiftische Gymnasium Düren. Nach dem Abitur studierte er Germanistik, Geschichte und Philosophie in Aachen, München und Siegen und wurde 1999 an der Universität Siegen mit der zweibändigen Dissertation Lautpoesie/-musik nach 1945. Eine kritisch-dokumentarische Bestandsaufnahme promoviert. Sein literarisches Debüt, der Lyrik- und Prosaband Zur Kenntnisnahme erschien bereits am 29. September 1985, anlässlich einer öffentlichen Lesung im Leopold-Hoesch-Museum in Düren. 1998 gewann er die deutsche Poetry-Slam-Meisterschaft. Lentz nahm am Ingeborg-Bachmann-Preis 1998 und 2001 teil; 2001 erhielt er für seinen Text Muttersterben den Ingeborg-Bachmann-Preis. Seit 2004 ist er Präsident der Freien Akademie der Künste zu Leipzig; 2005 erhielt er den Preis der Literaturhäuser. Im Mai 2006 wurde er als Professor auf den Lehrstuhl für Literarisches Schreiben des Deutschen Literaturinstituts Leipzig (Universität Leipzig) berufen, den er bis heute innehat. Lentz war Mitherausgeber der Literaturzeitschrift Neue Rundschau. Einer breiten Öffentlichkeit wurde er vor allem durch seinen Roman Pazifik Exil bekannt, der auf der Longlist zum Deutschen Buchpreis 2007 stand. Seit 2014 ist er Mitglied der Deutschen Akademie für Sprache und Dichtung in Darmstadt. Nach eigener Auskunft ist er seit 2003 mit Herbert Grönemeyer befreundet.
Michael Lentz lebt in Berlin und Leipzig.

## Ehrungen und Auszeichnungen
- 1993 Literaturstipendium der Landeshauptstadt München
- 1998 1. Preis Individual Competition National Poetry Slam
- 1999 Literaturstipendium des Berliner Senats (LCB)
- 1999 Bayerischer Kunstförderpreis in der Sparte Literatur
- 1999 Stipendium Deutscher Literaturfonds e. V.
- 2000 Aufenthaltsstipendium Casa Baldi in Olevano bei Rom
- 2001 Aufenthaltsstipendium Villa Aurora (Pacific Palisades, Kalifornien)
- 2001 Ingeborg-Bachmann-Preis
- 2002 Hans-Erich-Nossack-Förderpreis des BDI
- 2003 Poetikdozentur Johannes-Gutenberg-Universität Mainz
- 2005 Preis der Literaturhäuser
- 2006 Liliencron-Dozentur Kiel
- 2008 Poetikdozentur: junge Autoren der Fachhochschule Wiesbaden
- 2012 Walter-Hasenclever-Literaturpreis[3]
- 2012/13 Frankfurter Poetik-Vorlesungen
- 2013 Literator-Dozentur für Weltliteratur der Universität zu Köln
- 2016 Stipendium Deutscher Literaturfonds e. V.
- 2019 Ernst-Jandl-Dozentur für Poetik (Wien)
- 2023 Aufenthaltsstipendium Künstlerhaus Villa Waldberta (Artist in Residence München)
- 2024 Bettina-Brentano-Preis

## Veröffentlichungen

### Prosa
- Zur Kenntnisnahme (Lyrik und Prosa), (1985)
- Oder (Prosa), (1998)
- Es war einmal … (Erzählung), (2001)
- Muttersterben (Prosa), (2001) (auch als Hörbuch)
- Liebeserklärung (Roman)|, (2003) (auch als Hörbuch)
- Tell me – Erzähle (Buch mit CD), (2004)
- Pazifik Exil (Roman), (2007) (auch als Hörbuch)
- Schattenfroh. Ein Requiem (Roman). S. Fischer Verlag, Frankfurt am Main 2018, ISBN 978-3-10-043938-3.
- Heimwärts. (Roman), S. Fischer Verlag, Frankfurt am Main 2024, ISBN 978-3-10-397518-5.

### Lyrik
- Neue Anagramme (Lyrik), (1998)
- Ende gut. Sprechakte (Buch mit CD), (2001)
- Aller Ding. Gedichte, S. Fischer Verlag, Frankfurt am Main 2003, ISBN 978-3-10-043921-5.
- Offene Unruh. 100 Liebesgedichte (Lyrik), S. Fischer Verlag, Frankfurt am Main 2010, ISBN 978-3-10-043926-0.
- Chora. Gedichte, S. Fischer Verlag, Frankfurt am Main 2023, ISBN 978-3-10-390012-5.

### Hörspiele
- 1995 Absprache – 5 Sprechakte, BR.
- 2002 Muttersterben, BR (auch als CD).
- 2003 Liebeserklärung (Autorenlesung), DHV.
- 2004 Tell me – Erzähle, ORF (auch als CD).
- 2005 Exit, mit Michael Lentz, Konrad Kellen. BR Hörspiel und Medienkunst 2005. Als Podcast/Download im BR Hörspiel Pool.[4]
- 2006 rot sehen, BR.
- 2007 Pazifik Exil (Autorenlesung), Patmos.
- 2008 Klinik, mit Michael Lentz, Sophia Siebert. Komposition: Ernst Horn, Regie: Michael Lentz. BR Hörspiel und Medienkunst 2008, (auch als CD). Als Podcast/Download im BR Hörspiel Pool.[5]
- 2010 Die ganz genaue Erinnerung, mit Uli Winters, Sophia Siebert, Axel Kühn, Michael Lentz. Komposition: Gunnar Geisse/Axel Kühn, Realisation: Michael Lentz. BR Hörspiel und Medienkunst 2010. Als Podcast/Download im BR Hörspiel Pool.[6]
- 2011 Radio Unruhe, WDR.
- 2011 Ferdinand Kriwet: Rotor (Regie und Sprecher: Michael Lentz), BR. Als Podcast/Download im BR Hörspiel Pool.
- 2012 Uwe Dick: Sauwaldprosa, 12 Hörspiele (Regie: Michael Lentz), BR (auch als CD mit Uwe Dick, Marisa Burger u. a. Antje Kunstmann Verlag, München; 12 CD, 626 Min.).
- 2013 Hiddensea, mit Michael Lentz, Sophia Siebert, Valeri Scherstjanoi. Komposition: Gunnar Geisse, Realisation: Michael Lentz. BR Hörspiel und Medienkunst 2013. Als Podcast/Download im BR Hörspiel Pool.[7]
- 2014 Herta Müller: Zeit ist ein spitzer Kreis (Realisation: Michael Lentz; Sprecher: Herta Müller, Michael Lentz), BR (auch als CD).
- 2014 größer minus größer. Lautkomposition mit Collagen von Herta Müller (Regie: Michael Lentz, Josef Anton Riedl; Sprecher: Michael Hirsch, Michael Lentz), BR (auch als CD).
- 2016 Diktate, mit Michael Hirsch, Michael Lentz, Sophia Siebert. Komposition: Gunnar Geisse, Realisation: Michael Lentz. BR Hörspiel und Medienkunst 2016. Als Podcast/Download im BR Hörspiel Pool.
- 2019 Hörspiel Hölle, mit Gunnar Geisse, Michael Lentz, Sophia Siebert, Uli Winters. Komposition: Gunnar Geisse, Realisation: Michael Lentz. BR Hörspiel und Medienkunst 2019.                    Als Podcast/Download im BR Hörspiel Pool.
- 2022 Schoenberg. Regie und Sprecher: Michael Lentz, Komposition: Gunnar Geisse, Produktion: VATMH 2022. Als Podcast in der Mobil-App Exit Exil.

### Theaterstücke
- Gotthelm oder Mythos Claus. UA: Schauspiel Frankfurt (2007)
- Warum wir also hier sind. Kein Traumspiel. UA: Schauspiel Frankfurt (2009)

### Musik
- Sprechakte X/TREME, (2005) Der gesunde Menschenversand (CD)
- Michael Lentz, Uli Winters: Zurück – Phasen, Türme und Schnitte, ein Hör-Spiel, UA: Donaueschinger Musiktage, (2007)
- Michael Lentz, Uli Winters: Boxgesang, UA: Musica Viva (München), (2008) (auch als DVD)
- fünfleute: Immer Krisensitzung, (2011) Double Moon Records (CD)
- Michael Lentz: Hotel zur Ewigen Lampe – operative Vorgänge. Eine Sprechplastik, UA: Donaueschinger Musiktage, (2014)
- Lentz Geisse Wertmüller, (2019) Zweitausendeins (CD)
- Grönemeyer. Die erste umfassende Gesamtdarstellung zu Leben und Werk. S. Fischer Verlag, Frankfurt am Main 2024, ISBN 978-3-10-397585-7.[8]